# Lignac
Lignac là một xã ở tỉnh Indre khu vực trung bộ Pháp. Xã này có diện tích 67,03 km², dân số thời điểm năm 1999 là 572 người. Khu vực này có độ cao trung bình 160 mét trên mực nước biển.
Sông Anglin tạo thành một phần ranh giới phía đông của thị trấn.

## Dân số
Nguồn: INSEE
| 1851 | 1856 | 1861 | 1866 | 1872 | 1876 | 1886 | 1891 | 1896 | 1901 | 1906 | 1911 | 1921 | 1926 | 1931 | 1936 | 1946 | 1954 | 1962 | 1968 | 1975 | 1982 | 1990 | 1999 | 2006 |
| 1853 | 1926 | 2007 | 2093 | 2124 | 2071 | 2138 | 2076 | 2105 | 2015 | 1919 | 1836 | 1530 | 1508 | 1405 | 1336 | 1269 | 1126 | 927  | 992  | 809  | 706  | 614  | 572  | 572  |
| ---- | ---- | ---- | ---- | ---- | ---- | ---- | ---- | ---- | ---- | ---- | ---- | ---- | ---- | ---- | ---- | ---- | ---- | ---- | ---- | ---- | ---- | ---- | ---- | ---- |